# Ekološka izolacija
Ekološka izolacija je položaj v katerem se vrste katere imajo podobne ekološke zahteve in ki živijo na istem prostoru, razlikujejo po načinu izrabe dobrin. Primer ekološke izolacije je prehranjevalna specializacija. Do tega primera pride, ko osebki različnih vrst tekmujejo za enako prehrano, ki živijo na istem območju. Drug primer ekološke izolacije je časovna izolacija. Npr. vrste, ki živijo na nekem območju in se hranijo s podobno ali enako hrano v različnem obdobju dneva. Tako ležetrudniki lovijo žuželke ob zori in mraku, hudourniki in lastovke lovijo podnevi, netopirji pa ponoči.